# Хроничне компликације шећерне болести
Хроничне компликације шећерне болести су добиле назив по свом току који је хроничан и прогресиван. Називају се још касне, јер настају после неколико година трајања дијабетеса, или васкуларне с обзиром да су променама најчешће захваћени крвни судови. Према степену захваћености крвних судова васкуларне компликације дијабетеса се деле на:
- микроваскуларне и
- макроваскуларне.

Микроваскуларне компликације захватају најмање крвне судове (капиларе и прекапиларне артериоле) и главна манифестација им је микроангиопатија - задебљање капиларне базалне мембране (таложење гликогена, мукополисахарида и гликопротеина). Ово је по неким ауторима и примарна промена у шећерној болести, која води до дефицита инсулина.
Микроваскуларна болест која захвата мрежњачу ока доводи до дијабетесне ретинопатије, код бубрега доводи до дијабетесне нефропатије, а у случају крвних судова мозга до неуропатије. Болест малих крвних судова може захватити и срце, тако да се јавља кардиомегалија са срчаном инсуфицијенцијом.
Макроваскуларне компликације се односе на велике крвне судове и представљају агресивнију форму атеросклерозе. Оне доводе до повећане учесталости инфаркта миокарда (срчаног удара), шлога и гангрене стопала код дијабетичара. У настанку атеросклерозе значајну улогу играју абнормалности у зиду крвног суда, тромбоцитима, еритроцитима и метаболизму липида. У факторе ризика се такође убрајају пушење и повишени крвни притисак.
Учесталост компликација зависи од бројних фактора. Више студија које су обухватиле болеснике са дијабетесом тип 1 и тип 2 су показале да је настанак компликација у директној вези са степеном регулације шећера у крви. Осим тога, доказано је да постоји генска предиспозиција за настанак компликација дијабетеса.

## Компликације на очима
Шећерна болест је најчешћи узрок слепила одраслих особа, са инциденцом од преко 50 на 100.000 дијабетичара годишње. Дијабетесна ретинопатија се јавља након 5 година трајања дијабетеса тип 1, а може бити присутна у дијабетесу тип 2 већ у време постављања дијагнозе. Повишени крвни притисак може убрзати настанак и прогресију ове компликације шећерне болести, а постоје два основна стадијума развоја дијабетесне ретинопатије:
- непролиферативна и
- пролиферативна.

Непролиферативна (енгл. back ground) ретинопатија представља рани стадијум оштећења мрежњаче у дијабетесу и карактерише се микроанеуризмама, тачкастим крварењима, ексудатима и едемом (отоком) мрежњаче. За време овог стадијума капилари пропуштају беланчевине, липиде и еритроците у мрежњачу, а када се овај процес дешава у тзв. жутој мрљи мрежњаче долази до слабљења вида.
Пролиферативна ретинопатија подразумева пораст броја нових капилара и фиброзног ткива унутар мрежњаче и стакластог тела ока. Ово се дешава као последица оклузије малих крвних судова који доводе до смањеног прилива кисеоника у мрежњачу што стимулише стварање и раст нових крвних судова. Јавља се у оба типа шећерне болести, али чешће у дијабетесу тип 1, а развија се 7-10 година после појаве симптома. Пролиферативна ретинопатија је водећи узрок слепила одраслих особа. У лечењу се најбољи резултати се постижу уколико се болест открије на време, а превенција подразумева стриктну регулацију гликемије и крвног притиска.
Такође честе очне компликације шећерне болести су глауком и катаракта.

## Бубрежне компликације
Нефропатија представља водећи појединачни узрок терминалне бубрежне инсуфицијенције и јавља се код 30-40% болесника са дијабетесом. С обзиром да је дијабетес тип 2 много чешћи, већи број болесника са терминалном бубрежном инсуфицијенцијом чине оболели од овог типа шећерне болести.
Дијабетесна нефропатија у свом развоју пролази кроз пет стадијума (фаза):
- фаза гломерулске хиперфилтрације,
- фаза нормоалбуминурије,
- фаза инципијентне нефропатије (коју карактерише микроалбуминурија),
- фаза манифестне протеинурије,
- фаза бубрежне инсуфицијенције.

Прва два стадијума се за сада дијагностикују у истраживачке сврхе, док су остала три од великог клиничког значаја. Клиничка дијабетесна нефропатија се карактерише сталном протеинуријом (присуством протеина у урину од преко 0,5 g на дан), и обично је прати ретинопатија.
Дијагноза нефропатије се најчешће поставља у стадијуму манифестне протеинурије (клиничке нефропатије) када се прегледом урина тест траком утврђује присуство протеина у мокраћи. Не мора свака протеинурија код дијабетичара бити знак нефропатије, јер она може бити последица и неког другог бубрежног обољења, тешке хипертензије, срчане инсуфицијенције и др. У прилог дијабетесне нефропатије иде и истовремено постојање ретинопатије, трајање дијабетеса тип 1 преко 10 година итд.
Дијагностиковањем микроалбуминурије (повећање уринарног излучивања албумина 30-300 mg на дан) отпочињу се и одређене терапијске мере које се називају и превентивним, с обзиром да им је основни циљ превенција настанка клиничке нефропатије. Посебан значај има стриктна регулација гликемије (нивоа глукозе у крви) чиме се значајно смањује ризик од напретка болести, а сличан ефекат се постиже и стриктном регулацијом крвног притиска.
Уколико је дошло до развоја клиничке (манифестне) нефропатије терапија подразумева пре свега стриктну контролу артеријског притиска, затим контролу гликорегулације, чиме се успорава прогресија болести ка хроничној бубрежној инсуфицијенцији. Када дође до развоја терминалне бубрежне инсуфицијенције примењује се стална амбулаторна перитонеална дијализа (енгл. CAPD), хемодијализа или трансплантација бубрега. Идеална мера лечења би подразумевала симултану трансплантацију бубрега и панкреаса.

## Неуролошке компликације
Периферна и аутономна неуропатија су две најчешће компликације оба типа шећерне болести. Њихова патогенеза није потпуно јасна. Најчешћи узрок симетричне сензорне, моторне периферне и аутономне неуропатије су метаболичке или осмотске промене повезане са повишеним нивоом шећера у крви. Иако се сматра да дефицит инсулина не ремети метаболизам глукозе у нервном систему, новија испитивања су показала да инсулинска терапија ипак повећава искориштавање глукозе у мозгу. Не постоји ефикасни лек у третману неуропатија тако да регулација гликемије представља најзначајнију превентивну меру.

### Периферна сензорна неуропатија
Губитак сензибилитета се јавља најраније, често месецима и годинама пре појаве самих симптома (трнци у прстима, мравињање, печење, свраб, болови). Тегобе се јављају обично на доњим екстремитетима у току ноћи. Губитак сензибилитета подразумева смањени осећај на вибрације, бол и температуру. Може бити узрок повреда, опекотина и других оштећења екстремитета које неретко доводе до гангрене и ампутације.

### Моторна неуропатија
Симетрична моторна неуропатија се јавља знатно ређе и удружена је са успореним провођењем моторних нерава, мишићном слабошћу и атрофијом. Патогенеза је слична као код губитка осетљивости. Може доћи до реверзибилног оштећења кранијалних нерава које се могу манифестовати као птоза (спуштање органа), латерална девијација ока, немогућност померања ока у страну, фацијална (Белова) парализа и др. Акутни бол и билатерална слабост мишића може се јавити са напретком болести и губитком тежине, што се назива дијабетесна амиотрофија и чешћа је код старијих особа. Може доћи до поправљања моторне функције након више месеци, док у најтежим случајевима болест напредује доводећи до тзв. малигне кахексије која личи на завршну фазу малигних болести.

### Аутономна неуропатија
Аутономна неуропатија је честа код пацијената са дуготрајним дијабетесом. Може утицати на бројне висцералне функције и довести до постуралне хипотензије, тахикардије (убрзан рад срца), гастропарезе (мучнина, повраћање након оброка), ноћне дијареје која се смењује са затвором (опстипацијом), поремећајима у пражњењу мокраћне бешике и ерективном дисфункцијом (импотенцијом).

## Синдром дијабетесног стопала
Дијабетесно стопало је последица неуро-исхемијских промена, које се могу искомпликовати и додатном инфекцијом. Појава чирева (улцерација) на стопалу, затим настанак гангрене и последичне ампутације су значајни узроци морбидитета и инвалидности код особа оболелих од шећерне болести. Ове компликације представљају велики медицински, социјални и економски проблем и значајно смањују квалитет живота оболелог.
Дијабетесно стопало се клинчки манифестује у виду: чирева (са инфекцијом или без ње), типичног деформитета стопала, појаве хроничног отока, исхемијских промена, па све до настанка некрозе (обамирања појединих делова стопала) и гангрене.
Фактори ризика за развој ове болести су: трајање шећерне болести преко 10 година, хронично лоша регулација шећера у крви, присуство кардиоваскуларних, очних и бубрежних компликација својствених дијабетесу, пушење, лоша едукација за негу стопала, ношење неадекватне обуће и др.
Дијабетесно стопало се може поделити у два типа: неуропатско стопало у коме доминира неуропатија али је циркулација још задовољавајућа и неуроисхемично стопало у коме је поред неуропатије присутна још и недовољна циркулација.
Дијагноза се поставља на основу анамнестичких података и читавог низа прегледа на основу којих је могуће проценити тип и тежину насталих промена. Лечење је мултидисциплинарно и захтева консултације дијабетолога, васкуларног и ортопедског хирурга и неуролога, а врши се највећим делом на примарном нивоу у специјализованим амбулантама.

## Желудачно-цревни поремећаји
Поремећаји дигестивног система су углавном изазвани оштећењем аутономног нервог система. Овде се убрајају: поремећај мотилитета једњака и желуца, повећана активност у танком и дебелом цреву што може изазвати дијареју (нарочито током ноћи), синдром лоше апсорпције масти, поремећаји јетре (дифузна масна инфилтрација хепатоцита) који могу прерасти у цирозу итд.

## Инфективне компликације
Дијабетичари су много више склони инфективним компликацијама од особа које не болују од шећерне болести. Узрок те појаве лежи у чињеници да повећана количина глукозе олакшава брзо размножавање разних микроорганизама у ткивима, а осим тога у дијабетесу долази до слабљења имунолошког система оболелих (због смањене синтезе имуноглобулина и смањене фагоцитне моћи гранулоцита).